# Антуан Верметт
Антуан Верметт (фр. Antoine Vermette; 20 липня 1982, м. Сент-Агапі, Канада) — канадський хокеїст, центральний нападник. 
Виступав за «Квебек Ремпартс» (QMJHL), «Вікторіявілль Тайгерс» (QMJHL), «Бінгемтон Сенаторс» (АХЛ), «Оттава Сенаторс», «Колумбус Блю-Джекетс», «Фінікс»/«Аризона Койотс», «Чикаго Блекгокс» та «Анагайм Дакс».
В чемпіонатах НХЛ — 1046 матчів (228+287), у турнірах Кубка Стенлі — 97 матчів (14+14).
У складі національної збірної Канади учасник чемпіонату світу 2011 (4 матчі, 0+0). 
Досягнення
- Володар Кубка Стенлі (2015)
- Чемпіон QMJHL (2002)

Нагороди
- Трофей Майка Боссі (2000) — найкращий перспективний гравець QMJHL